# نورثامبتون تاون
نادي نورثامبتون تاون لكرة القدم (بالإنجليزية: Northampton Town Football Club) هو فريق كرة قدم من مدينة نورثامبتون في المملكة المتحدة، أُسس بتاريخ 1897، يلعب في الدوري الإنجليزي الدرجة الأولى، في ملعب سيكسفيلدز، يدرب النادي روبرت بيج.

## وصلات خارجية
- صفحة بيانات نادي نورثامبتون تاون على موقع كووورة، تاريخ الوصول: 22 سبتمبر 2018.
- الموقع الرسمي